# عبد المقصود محمد سالم
عبد المقصود محمد سالم هو عالم مسلم، ومفسر صوفي مصري، قام بتأسيس «جماعة تلاوة القرآن الكريم».

## ولادته
ولد في الزقازيق في فجر يوم الإثنين 11 من المحرم سنة 1317 هـ الموافق 22 من مايو سنة 1899 م.

## نشأته وحياته
نشأ من أبوين فقيرين، وتَربّى يتيماً، وعمل جندياً ببوليس أسيوط، وفي بداية حياته كان يعمل بالخدمة الليلية في أعمال التليفون والداورية وكانت خدمته تمتد فيها إلى الساعة السابعة صباحاً. وفي عام 1925 م نُقل عاملاً لتليفون مركز كفر الزيات، ثم نُقل بعد ذلك إلى قلم المرور، ثم إلى قلم المباحث، ثم في عام 1928 م نُقل إلى مركز زفتى كبلوك أمين للمركز، ثم إلى مطافي طنطا عام 1929 م. وأخيراً نُقل إلى القاهرة في عام 1930 م حيث التقى بكثير من رجال الطرق الصوفية، واجتمع بكبار السالكين طريق الله. إلى أن شَعَر بقوة خفية تدفعه إلى التوسع في ميادين الدعوة إلى الله، على هدى من كتاب الله، وسُنة رسوله، فقام بتأسيس «جماعة تلاوة القرآن الكريم» في عام 1944 م وسُجّلت بوزارة الشئون الاجتماعية برقم 21 بتاريخ 1945/11/20 م وقد تجدد هذا التسجيل برقم 155 عام 1956 م وأعيد تسجيلها برقم 328 بتاريخ 1966/12/9 م.
ولقد حُدِّدت أغراضها وأهدافها فيما يلي:
1. إحياء تلاوة القرآن الكريم، والحديث الشريف، ونشر ذلك بين جميع طبقات الشعب بواسطة مطبوعات تفسير القرآن الكريم، المعتمدة من مشيخة الأزهر الشريف، تُوَزّع بالمجان، لينتفع بها أكبر عدد من المواطنين الذين فاتهم ركب الثقافة القرآنية.
2. تقديم مساعدات مالية شهرية دائمة للأسر التي أًخنى عليها الدهر.
3. تقديم المساعدات للفقراء: من مال وطعام وكساء في الأعياد الدينية، والمناسبات الوطنية والقومية.
4. تقديم الخدمات الطبية للمرضى والفقراء وصرف الدواء اللازم لهم، في حدود الطاقة، وبالقدر المستطاع.
5. عقد جلسات قرآنية مساء الإثنين والخميس أسبوعياً، وذلك بالكيفية الآتية: تُفْتَح الجلسة بسورة الفاتحة، ثم يُصَلّى على الرسول ﷺ بالصيغة الإبراهيمية، ثم توزع أجزاء القرآن الكريم على الحاضرين، بحيث تتم قراءته في جلسة واحدة - إن كان العدد كافياً - وإلا فتتم باقي الأجزاء في الجلسات التالية. ثم تُلقى دروس في التفسير أو الحديث أو الوعظ العام. ثم بعد ذلك صلوات على الرسول ﷺ، وأذكار وأدعية مأثورة، ثم تُختَتَم الجلسة بأسماء الله الحسنى.

ولتحقيق الهدف الأول من أهداف الجماعة، قام الشيخ عبد المقصود بتفسير السور التالية: سورة الفاتحة، آية الكرسي، آخر سورة التوبة، سورة يونس، سورة يوسف، سورة الإسراء، سورة الكهف، سورة مريم، سورة النور، سورة النمل، سورة لقمان، سورة السجدة، سورة يس، سورة الدخان، سورة الفتح، سورة ق، سورة الرحمن، سورة الواقعة، سورة الملك، سورة الجن، سورة الإخلاص، سورة الفلق، سورة الناس. وتفسير هذه السور كلها معتمد من إدارة الأزهر الشريف، وتم توزيعه في مصر وفي جميع الأقطار العربية والشعوب الإسلامية مجاناً. كما قدم كتاب «قطف الأزهار من رياض الأذكار» وهو خلاصة من الأذكار النبوية، وكتاب «أنوار الحق في الصلاة على سيد الخلق»، و«رسالة الأرواح» في آخر تفسير سورة الجن - للرد على من زعموا كذباً في الجرائد والمجلات - أنهم يُحَضّرُون روح الرسول ﷺ وهي في الوقت نفسه رد مفحم يدحض مزاعم الذين يَدّعُون القدرة على استحضار أرواح الملائكة والأنبياء.

## من أقواله
قال الشيخ عبد المقصود محمد سالم في كتابه في ملكوت الله مع أسماء الله:

## وفاته
قضى حياته في مجالس القرآن وذكر الله والصلاة على الرسول ﷺ كما وهب نفسه وماله ووقته لخدمة الفقراء والمساكين وإسعاف ذوي الحاجة والبائسين، إلى أن توفى في ليلة الجمعة 26 من شعبان 1397 هـ الموافق 11 من أغسطس 1977 م. وذلك بعد أن رأى الرسول ﷺ يحتضنه ويقبله ويبشره بقرب اللقاء، ودفن بضريحه العامر بالأنوار بجوار مدفن الأمير سيف الدين قريباً من مسجد الإمام الشافعي.